# La scrittrice abita qui
La scrittrice abita qui è un'opera letteraria di Sandra Petrignani, pubblicata nel 2002. L'autrice descrive, dopo averle visitate, le case dove vissero sei tra le più importanti scrittrici del XX secolo: Grazia Deledda, Marguerite Yourcenar, Colette, Alexandra David-Néel, Karen Blixen e Virginia Woolf.

## Storia editoriale
Il libro ha vinto nel 2003 il Premio Letterario Basilicata e il premio della Giuria (intitolato ad Anna Maria Ortese) nell'ambito del Premio letterario nazionale per la donna scrittrice Rapallo-Carige.
Nello stesso anno è stato finalista al Premio Strega.

## Contenuto

### Di Barbagie ne esistono tre

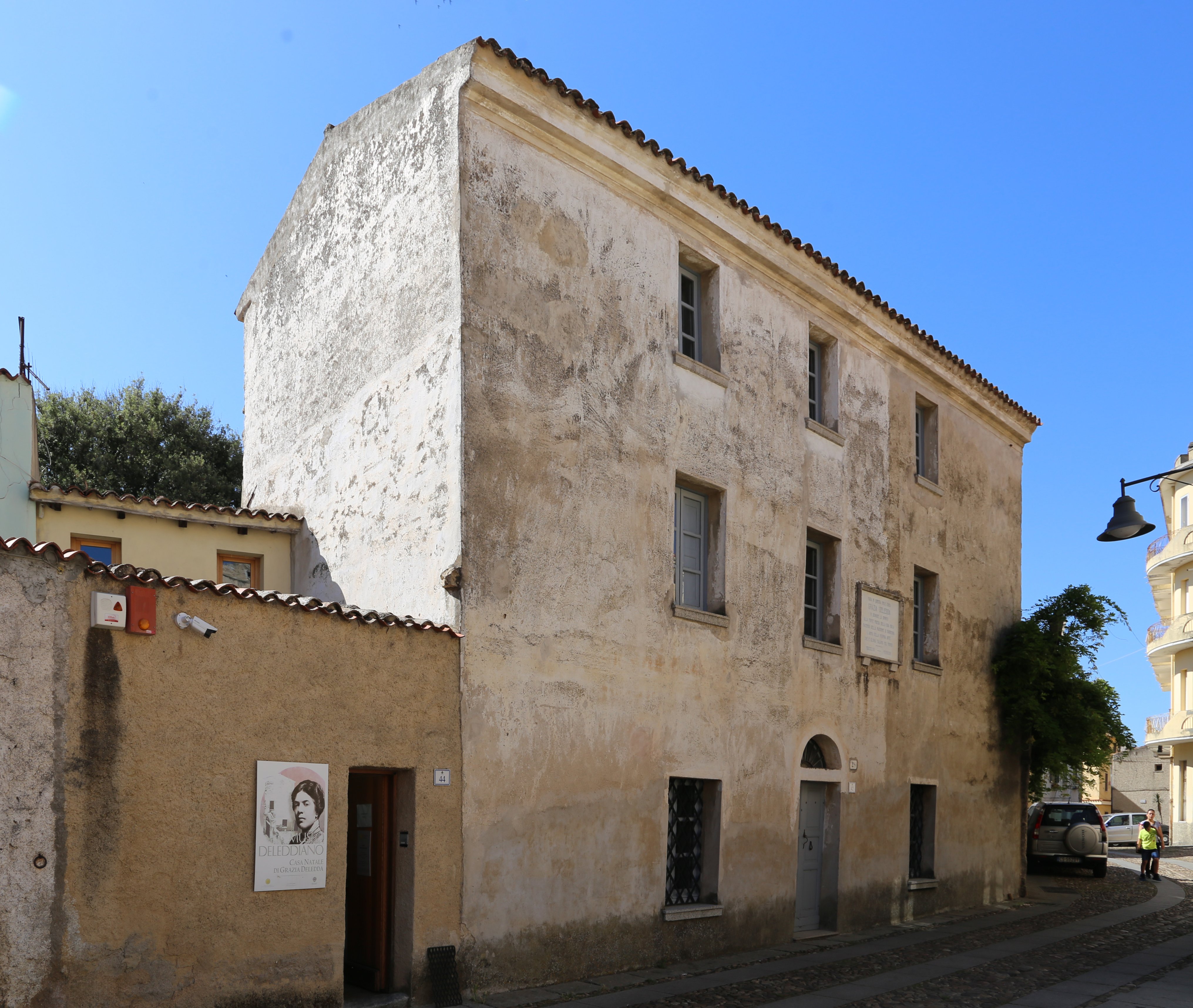
Casa di Grazia Deledda a Nuoro

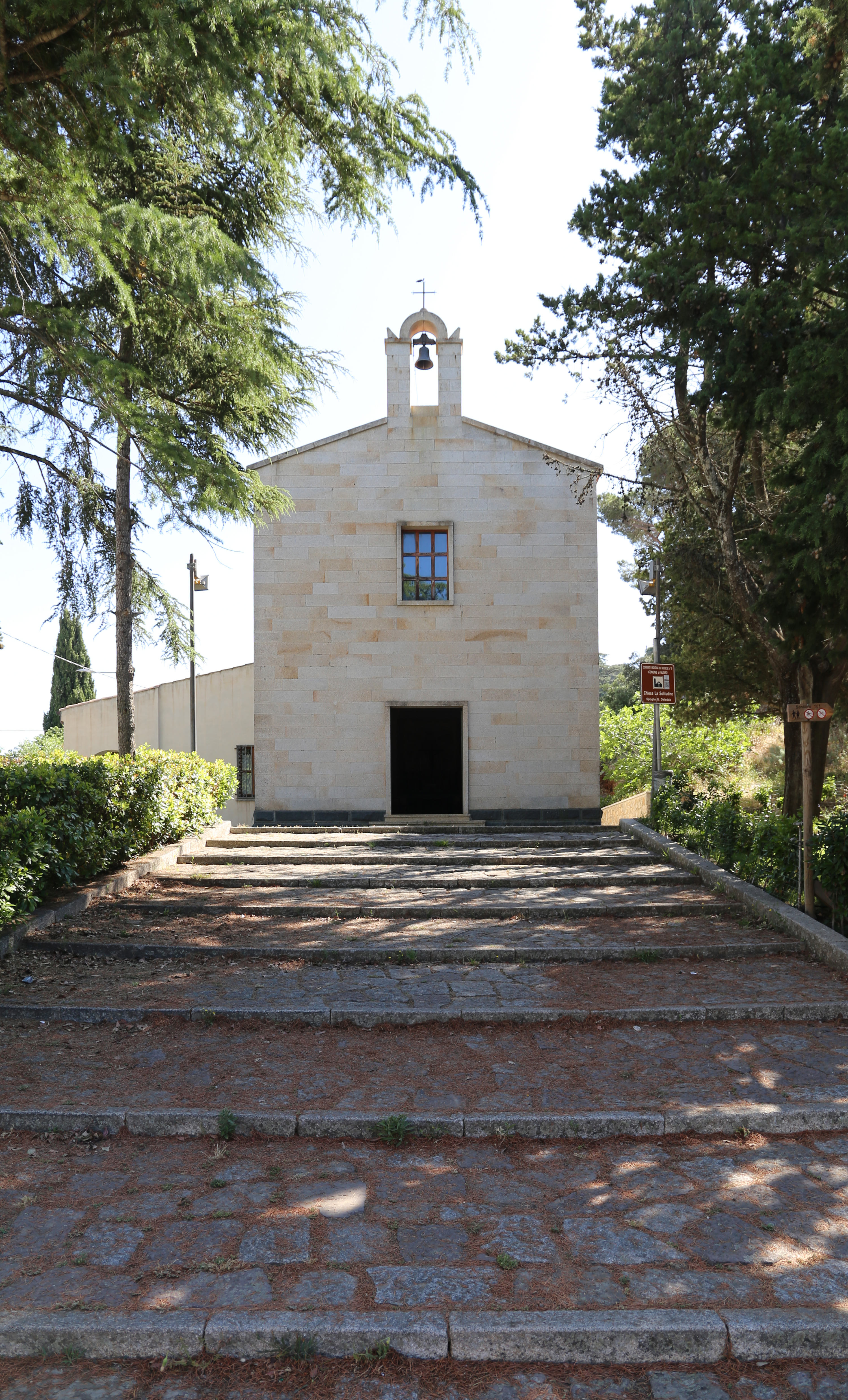
Chiesa della Solitudine - Nuoro

Dedicato a Grazia Deledda, questo primo itinerario conduce in Barbagia, verso Nuoro, dove il futuro premio Nobel ha trascorso gli anni dalla nascita al matrimonio. Prima di imbattersi nella casa dei Deledda c'è una curiosa tappa a Galtellì, luogo in cui hanno sede la casa e gli annessi descritti in Canne al vento. Poiché la Deledda, assurta a fama nazionale, aveva suscitato indignazione per il modo in cui aveva parlato della sua Sardegna in questo libro (e anche in altri), il suo pensiero, scandagliato da Petrignani, corre al matrimonio come a uno sbocco di libertà. Il marito arriva, dopo tre amori andati in fumo, ma ciò significa trasferirsi a Roma, città che Grazia Deledda non lascerà più, se non per la sua sepoltura.
Analizzare i primi passi di questa scrittrice, detta da piccola Grazietta, è possibile esaminando alcuni libri pubblicati in età avanzata: Il paese del vento, La chiesa della solitudine e soprattutto Cosima, uscito postumo. Le nozze e il trasferimento significano in primo luogo lasciarsi alle spalle un ambiente molto stimolante, ma anche disordinato, per l'intelletto e i sensi. Il passaggio a Roma significa regolarità, contatti letterari, famiglia e impegno artistico. Vi sono anche polemiche (Luigi Pirandello), ammirazione (Gabriele D'Annunzio) e molto lavoro da parte del marito per promuovere l'opera letteraria di Grazia all'estero. La casa romana non è più visibile, a causa di un massiccio abbattimento di villini negli anni Sessanta, e solo attraverso le collezioni da museo si può ricostruire questo solido rifugio. Eppure non è a Roma il suo sepolcro: sebbene inizialmente sia stata collocata al Cimitero del Verano, le sue spoglie riposano, per volontà dei concittadini, nella Chiesa della Solitudine (sa Solidae in sardo), nei pressi di Nuoro, sul monte Ortobene.

### Come sarebbe scialbo essere felici

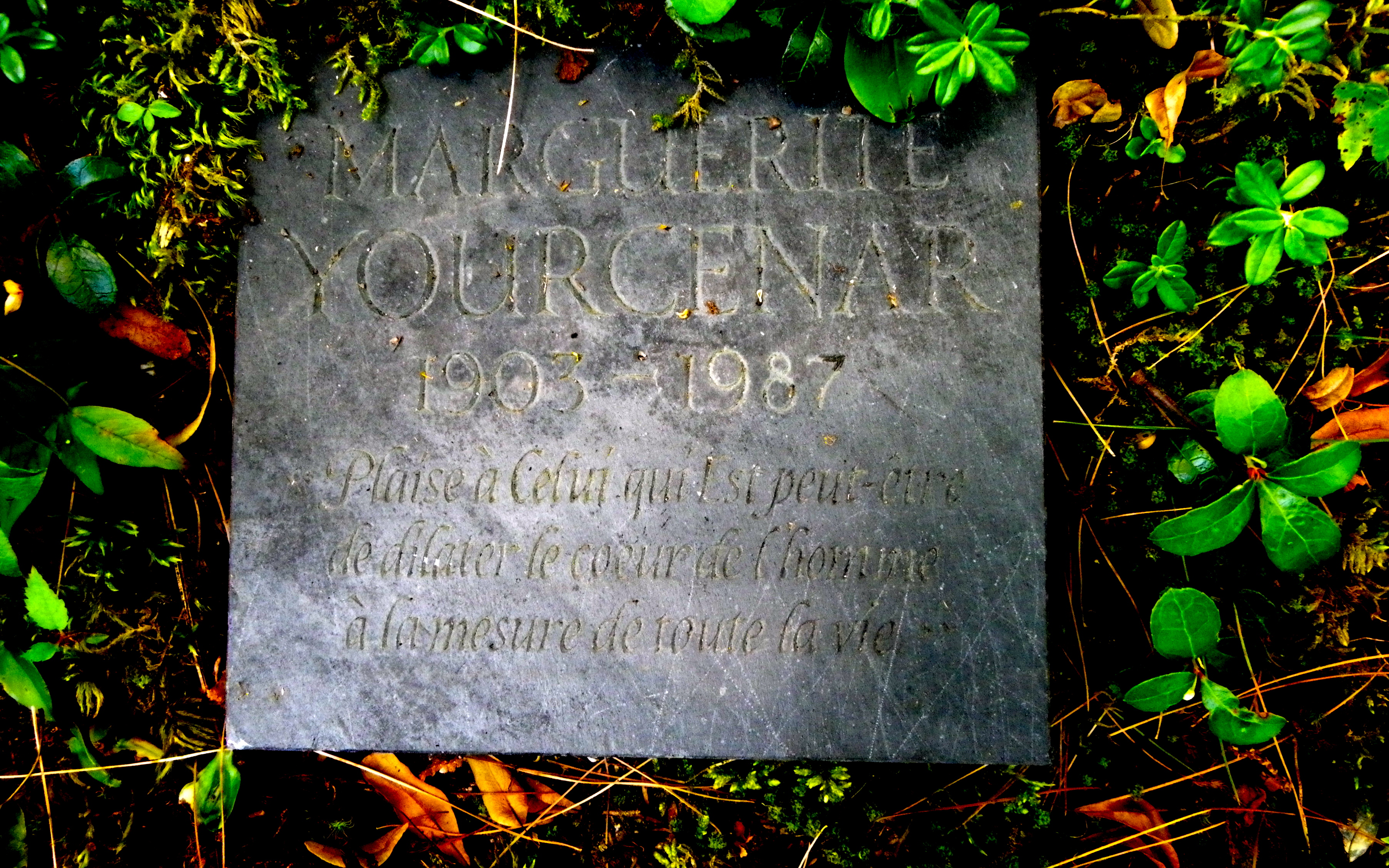
La piccola lapide della tomba di Marguerite Yourcenar, Isola di Mount Desert, nel Maine

Il secondo itinerario è dedicato a Marguerite Yourcenar e conduce, dopo una tappa ad Harvard, all'Isola di Mount Desert e alla residenza di Petite Plaisance. Qui la grande scrittrice franco-belga ha trascorso vari decenni, dapprima con l'amica Grace Frick, poi con Jerry Wilson, fotografo molto più giovane di lei, per il quale aveva perso la testa. Sopravvissuta ad entrambi (la Frick muore nel 1979 e Wilson nel 1986, a trentacinque anni), è sepolta accanto ai due cari nel cimitero locale.
Il viaggio della Petrignani rischia di trasformarsi in una delusione: la visita ad Harvard non frutta che pochi documenti, avendo la Yourcenar deliberato di tenerne segreta la maggior parte fino al 2037; sull'isola la residenza è chiusa. Solo un caso fortunato e l'incontro con l'amico Arturo Patten consentono alla visitatrice di penetrare nella dimora ed esplorarla a fondo. Tutto, nella casa e nel giardino, parla di una persona che ama ed è amata: ci sono le tombe dei cani, ogni oggetto ha una collocazione pensata e vissuta; persino i paralumi sono decorati con scritte in greco o latino, opera di lei, Marguerite, e gli scaffali di libri sono tanto ricchi e ordinati da non poter desiderare di più. In questo clima è difficile ritrovare una donna altera, schiva e troppo severa con gli altri. Difficile è anche sbrogliare la matassa dei suoi amori e comprenderne il lato masochista. Perché Marguerite non fu certo felice, né ebbe rapporti semplici con alcuno dei suoi amati. E basandosi sugli scritti di due biografe molto affidabili, la Petrignani riesce ad evidenziare tante contraddizioni e tanti scontri di personalità.

### La morte non m'interessa, nemmeno la mia

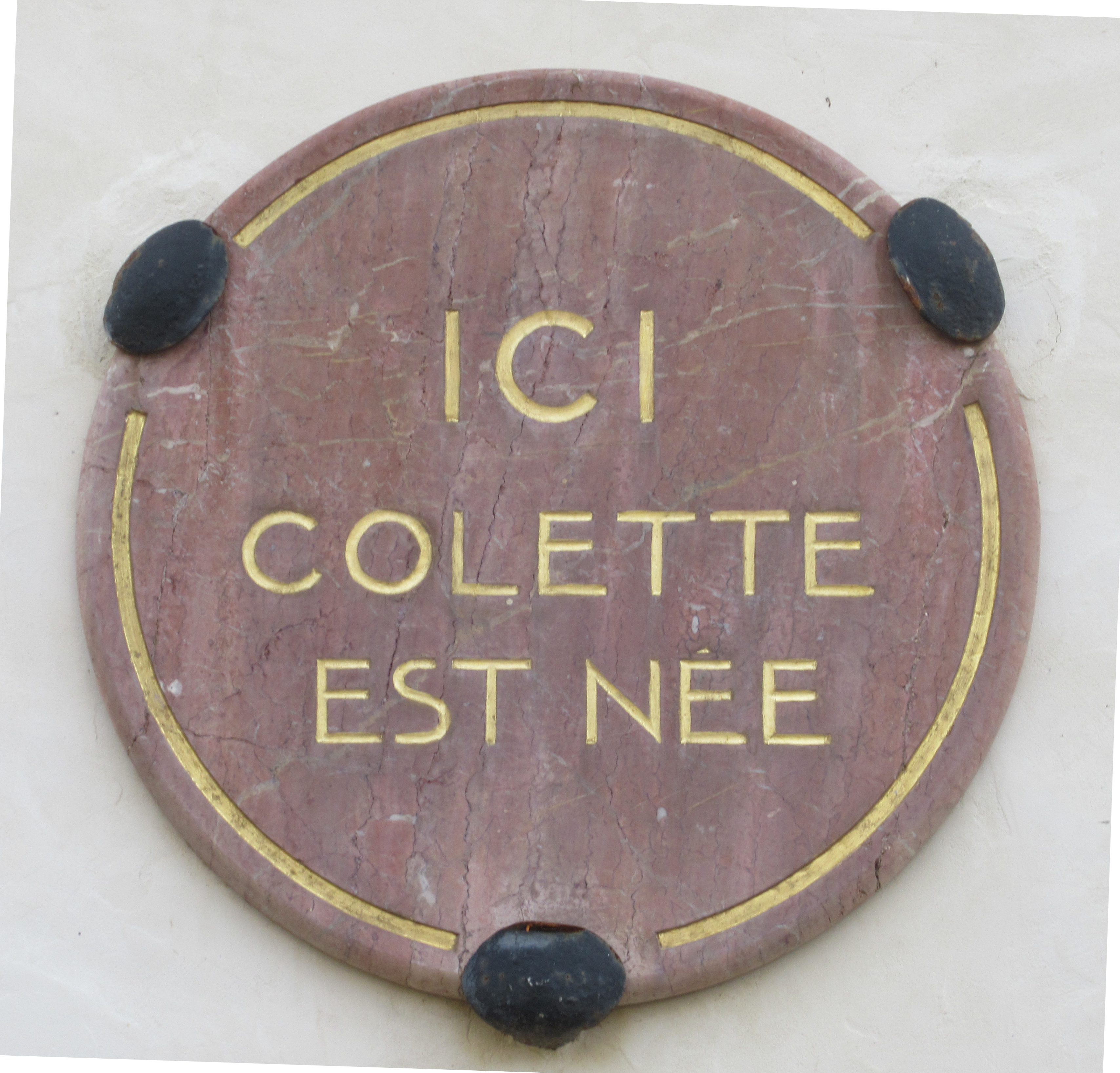
Targa sulla casa natale di Colette

La visita che la Petrignani fa ai luoghi di Colette porta a Saint-Sauveur-en-Puisaye, nella Borgogna, non lontano da Auxerre. Qui è nata ed ha trascorso una felice infanzia la futura scrittrice, attrice, giornalista Sidonie-Gabrielle, nota in arte con il proprio cognome: Colette. Una lunga vita, quella di Colette, rievocata nelle sue molte dimore, nei tre matrimoni, nelle relazioni e nei complessi rapporti con molti familiari. Malata, nel 1938 riesce a ottenere un appartamento al Palais-Royal, dove allestisce la sua camera di inferma, la famosa Chambre rouge ("camera rossa"). Nei sedici anni che seguiranno arriveranno in questa camera i più disparati rappresentanti della letteratura (Jean Cocteau, Julien Green, Truman Capote), nonché molte figure del panorama artistico, della moda e del cinema.
Eppure questa donna, insignita della Legion d'Onore, onorata con solenni funerali di Stato e tumulata al Cimitero di Père-Lachaise è curiosamente più presente al visitatore a Saint-Saveur en Puisaye. Il magnifico appartamento a Palais-Royal non era alla portata delle finanze dell'unica figlia e nemmeno dei suoi fratellastri maggiori, i quali si adoperarono per l'allestimento (nella città natale) di un museo, il Musée Colette, dove, tra le molte altre vestigia, si può ammirare la famosissima camera rossa, amorevolmente recuperata e qui ricostruita.

### Con scarpe di feltro arlecchino

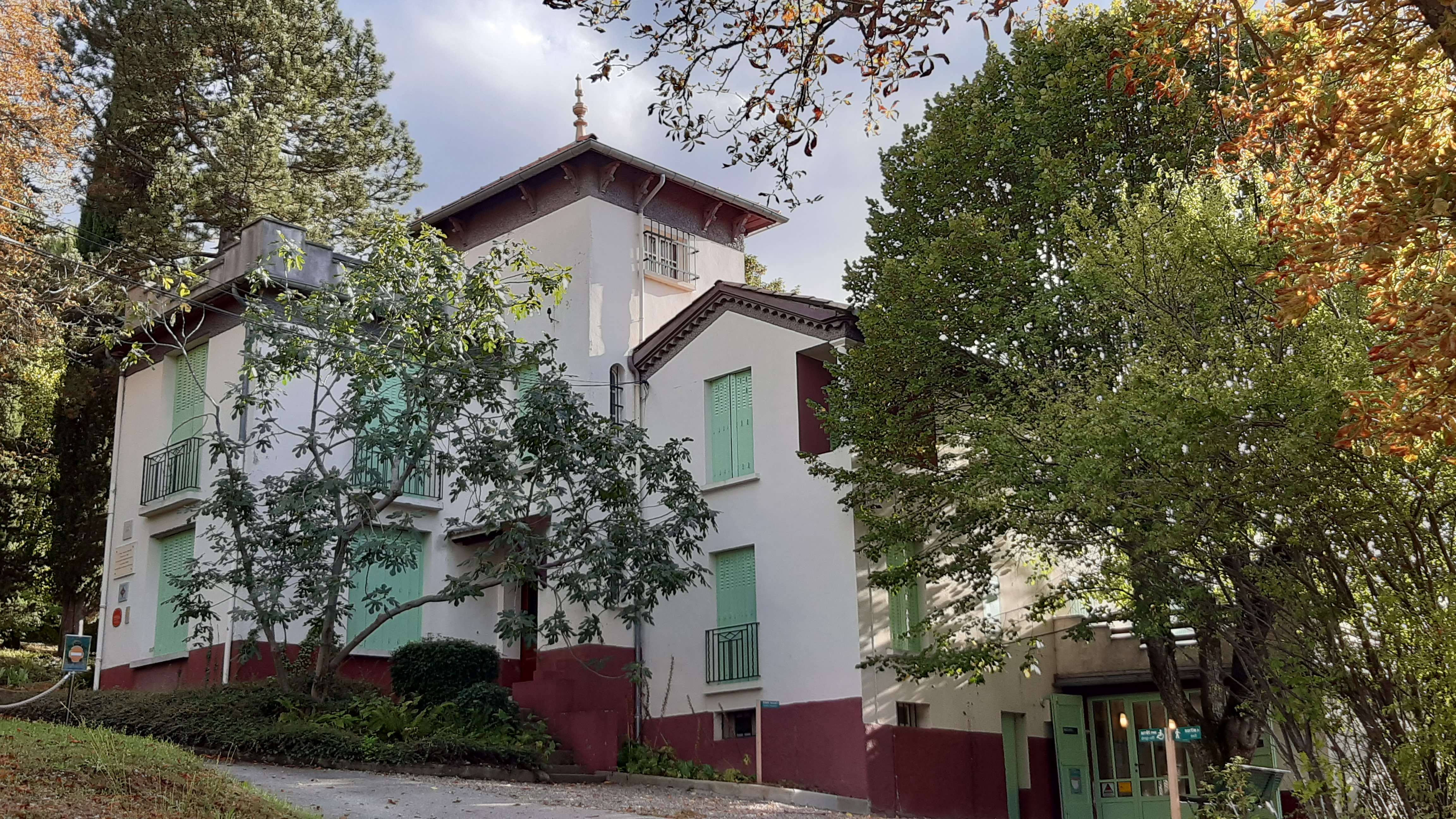
Digne-les-Bains, Casa museo di Alexandra David-Néel

L'itinerario dedicato ad Alexandra David-Néel porta nell'Alta Provenza, a Digne-les-Bains. Qui c'è la casa che l'esploratrice (nonché studiosa e scrittrice) scelse per il suo ritiro, dopo il famoso viaggio in incognito fino al Tibet proibito a chi non fosse un pellegrino. Per un curioso destino, l'eccezionale donna si trovò nel cuore dell'Asia durante la prima e la seconda guerra mondiale, ma passò dodici anni, dal 1925 al 1937, nel suo rifugio di Digne, bisognosa di solitudine, per scrivere e pensare. In questa dimora fece ritorno definitivamente dopo il 1946 e vi rimase fino alla morte a quasi 101 anni. Nella casa, chiamata Samten Dzong, visse con il figlio adottivo, Aphur Yongden, che morì quattordici anni prima di lei.

Tuttavia non sono le mirabili imprese della vita di Alexandra David-Néel (pur ripercorse con puntualità) a condurre in Alta Provenza Sandra Petrignani. La parabola umana di questa più che centenaria è ripercorsa da moltissimi libri, film, spettacoli di ogni tipo. 
 Questa affermazione implica che l'esploratrice, fotografa e linguista ebbe una sorta di doppio nella scrittura, lasciando ai posteri un corpus letterario di dimensioni vaste e non del tutto conosciute. Anche la scelta di vivere con un figlio monaco tibetano e lontana da un marito, peraltro devoto e ammirato, sembra mostrare una donna che si relaziona con la scrittura come fatto ineludibile, ineffabile.

### E l'americano disse: «Il Nobel lo meritava lei»

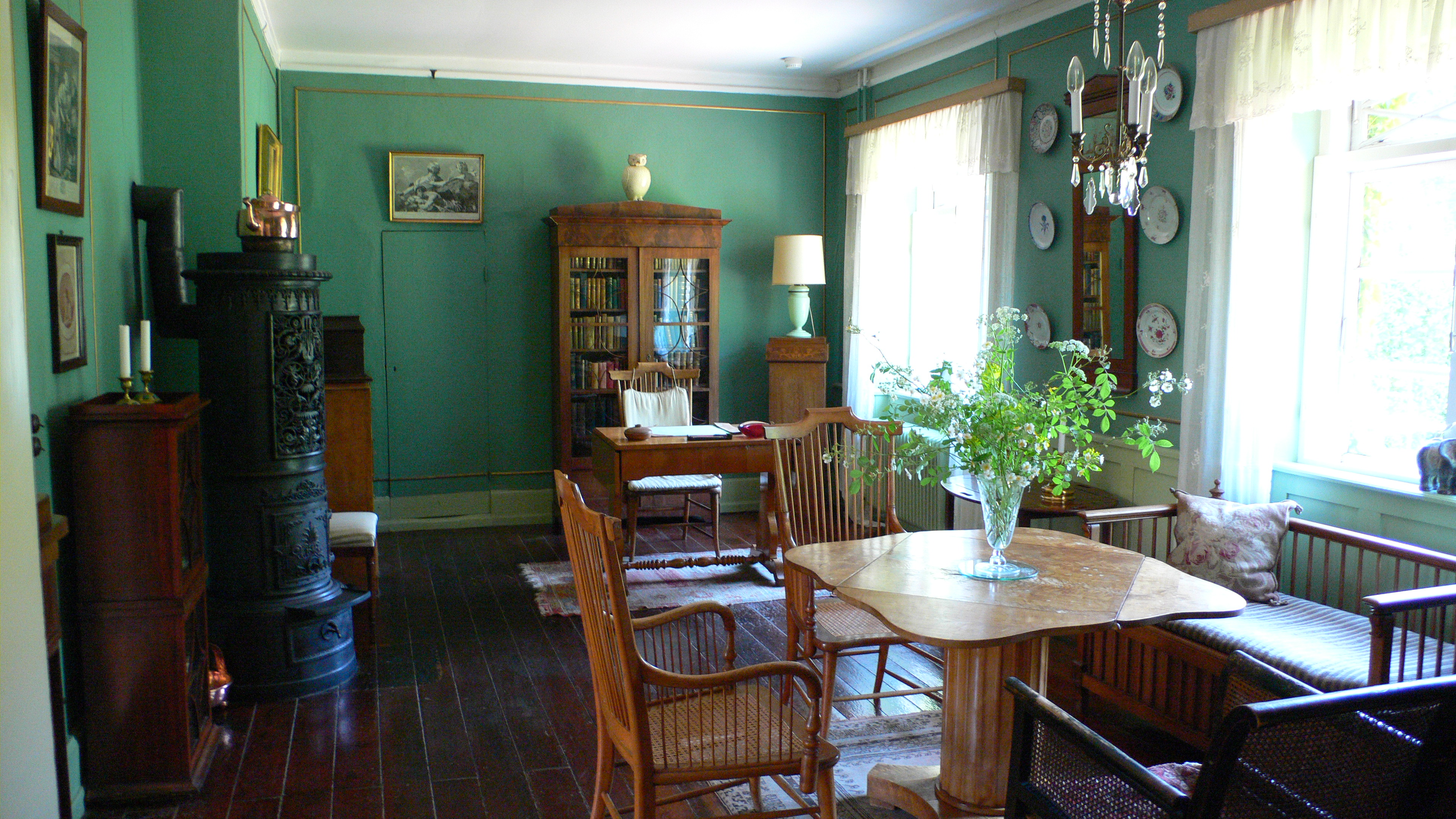
Interno nella residenza di Rungstedlund, nei pressi di Copenaghen

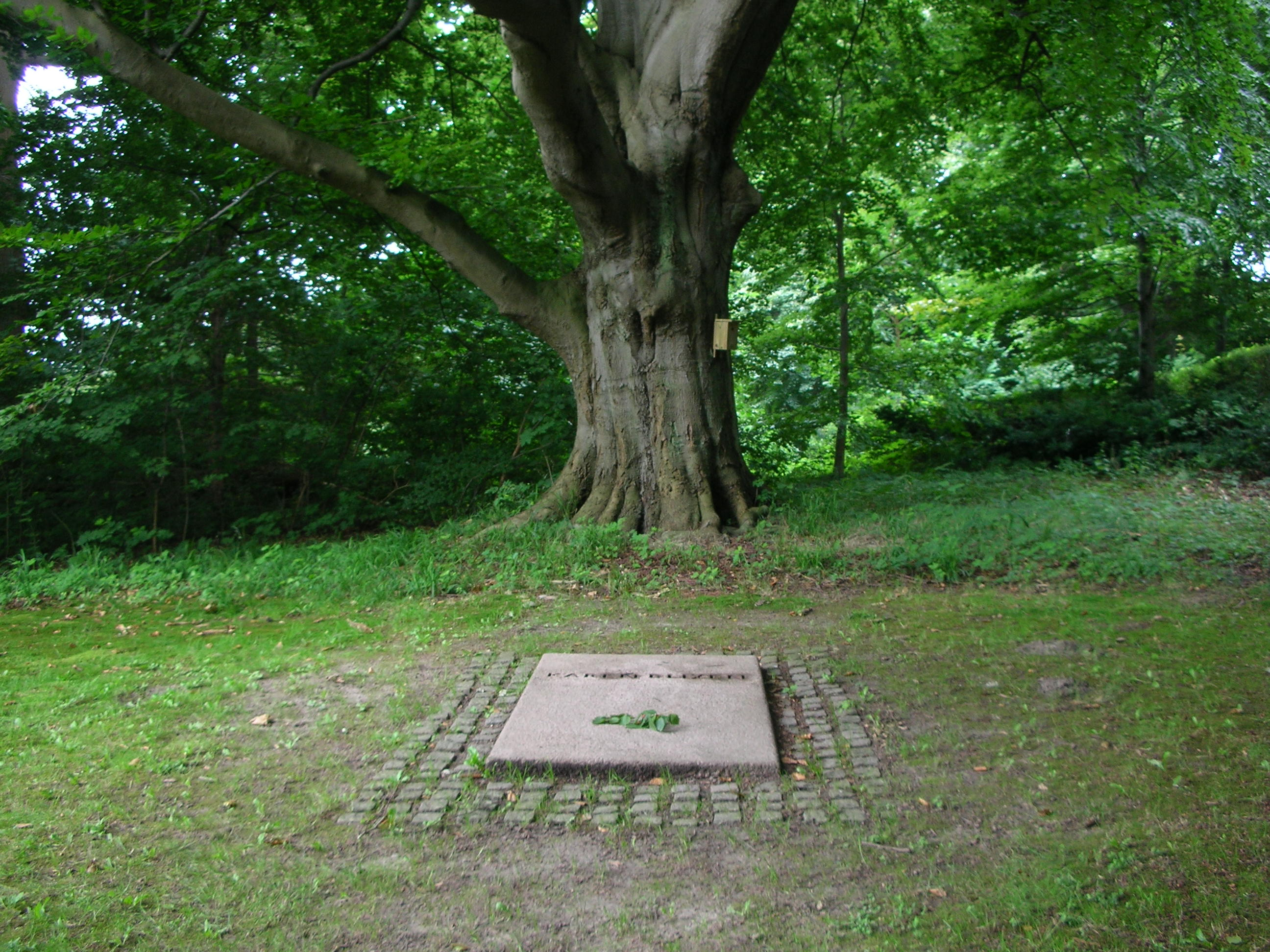
Tomba di Karen Blixen (Danimarca)

Rungstedlund, la dimora dove nacque, visse e morì Karen Blixen si trova sulla costa danese, oltre Copenaghen, sul tragitto per Elsinore, in direzione nord verso la Svezia. Marosi, venti e tempeste contraddistinguono il paesaggio in cui è sita la vecchia casa, ora trasformata in museo. Dopo esservi nata e cresciuta, Karen Blixen partì per la sua ventennale avventura africana e quando tornò, nel 1931, vi rimase fino alla morte nel 1962. A Rungstedlund c'è la sua tomba, nel parco. Qui è vissuta solitaria fino al dopoguerra, quando i giovani artisti danesi che avevano fatto circolo attorno a Knud W. Jensen conobbero le sue opere e la vollero tra loro. È questo il caso di Ole Wivel, tra i fondatori della rivista Heretica, e di Thorkild Bjørnvig. Perché la scrittrice, dopo aver affidato i suoi ricordi d'Africa a un libro, si produsse in tanti altri scritti in cui si respirava l'atmosfera quasi magica della costa a cui era tornata, come fosse una persona nuova. Persino la casa era indubbiamente una dimora caratteristica del luogo, con le stufe di ghisa alte fino al soffitto e la perenne difficoltà a portare calore nelle stanze. Non fa meraviglia perciò che giovani artisti, impegnati in un rinnovamento della cultura in Danimarca, la cercassero, sia pure con alcuni inevitabili contrasti, e la considerassero quasi la loro profetessa.

Nella visita a Rungstedlund, Sandra Petrignani incontra i nipoti di Karen Blixen, Ingeborg e Tore Dinesen, figli del prediletto fratello Thomas; ascolta le loro parole, esamina i molti ricordi raccolti. Nella biblioteca, rimane colpita dalle annotazioni fatte sui libri, piccoli appunti di vita quotidiana. 
 Lo scrittore americano aveva indicato come candidati più di lui meritevoli per il Premio Nobel Carl Sandburg, Isak Dinesen e Bernard Berenson, designandola con uno, il più famoso, degli pseudonimi che la Blixen utilizzava; ma il cuore dell'episodio è autentico. Soprattutto, il nome di Hemingway riporta di peso a quel ventennio circa trascorso da Karen Dinesen baronessa von Blixen-Finecke in Africa, dove i due autori si frequentarono ed ebbero un fecondo rapporto letterario. Africa significava lontananza da Rungstedlund, scrive la Petrignani, un luogo dal quale la giovane pensava di dover fuggire, salvo poi non avere miglior rifugio ove tornare, dopo la disastrosa impresa africana.
È notevole, nella biografia di Karen Blixen, che lei sia stata scrittrice a Rungstedlund, prima e dopo l'Africa. Inoltre, lasciando il Kenya, l'ex fattoressa vendette praticamente tutto quanto possedeva e portò con sé pochi preziosi ricordi, soprattutto libri. Perciò anche la casa di Nairobi (altro museo dedicato a lei) non contiene in generale pezzi autentici. Così la vera vita africana di Karen Blixen ha viaggiato con lei fino in Danimarca, fino all'autobiografia e poi nel travaglio della vita quotidiana. La residenza danese per lungo tempo non è stata amata e solo con una infinita limatura di giorni e anni è avvenuta la riconciliazione tra la baronessa (donna, a detta generale, dispotica e incontentabile) e il bellissimo e incolpevole rifugio. Da qui la scrittrice si è aperta al mondo, è stata più volte proposta per il Nobel, è partita per le sue conferenze in patria e altrove. Anche gli Stati Uniti d'America le si sono aperti nel 1959 ed ha avuto intorno, in un clima da apoteosi, John Steinbeck, Sidney Lumet, Marilyn Monroe, Maria Callas e molti altri. E il ritorno a Rungstedlund ha chiuso il cerchio dell'inquieta vita, quando, nello stesso anno della scomparsa di Marilyn Monroe, Karen è spirata, avendo accanto l'amato fratello Thomas e la cognata, i genitori di Tore e Ingeborg.

### Le tre «V»

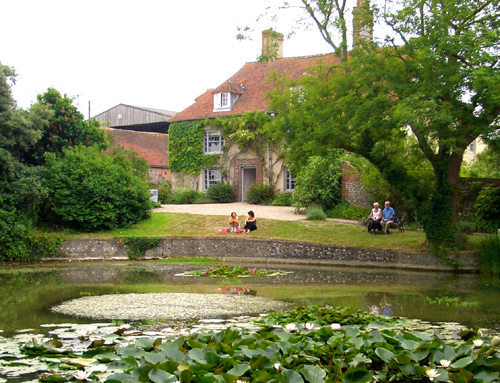
Casa di Vanessa Bell e famiglia nel Sussex

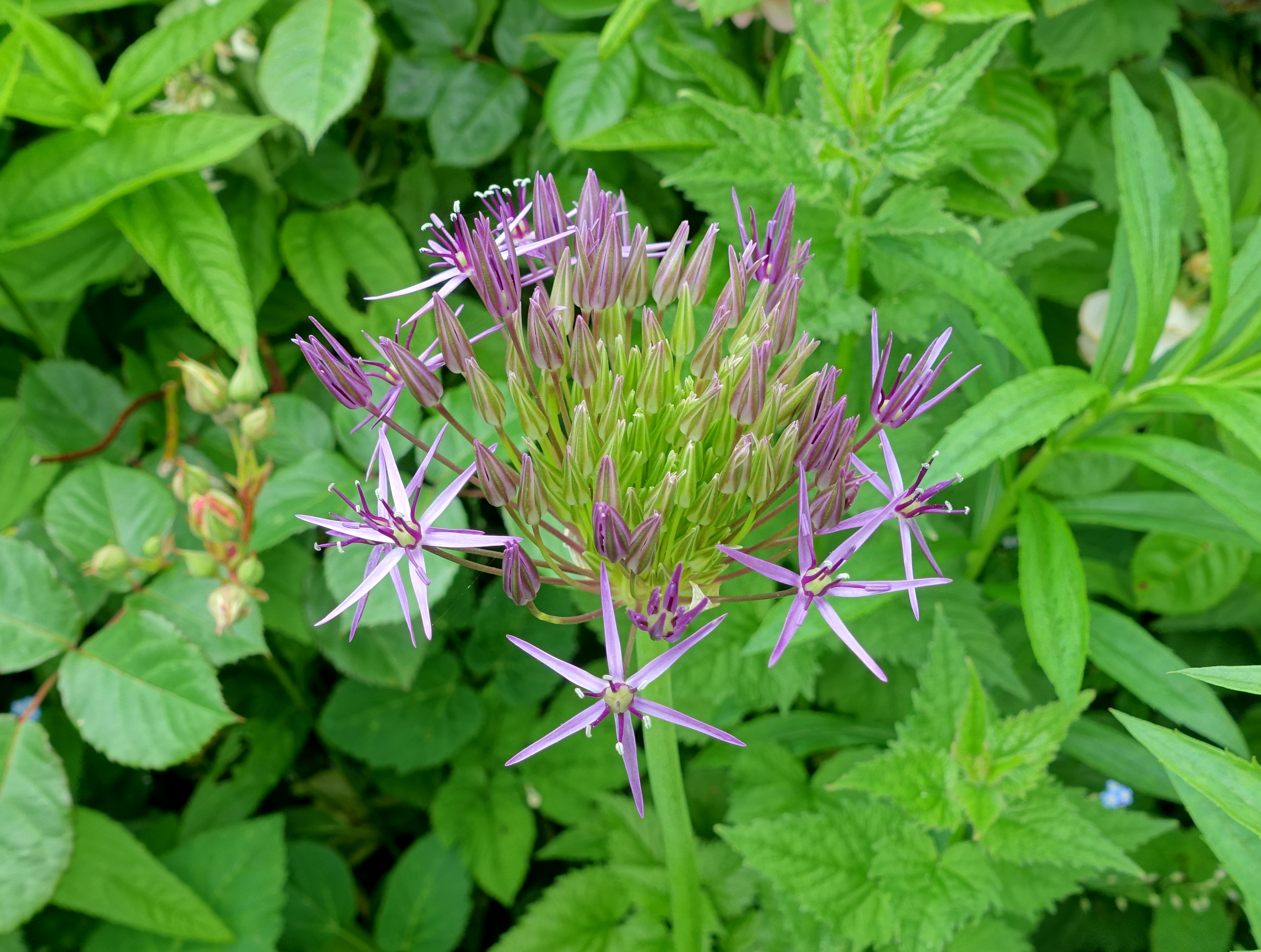
Uno dei giardini di Monk's House, dimora dei coniugi Virginia e Leonard Woolf

Vanessa Bell, sorella di Virginia Woolf, nata in una famiglia molto numerosa, con fratelli e fratellastri, in questa casa spaziosa e gaia conteneva una famiglia sua, che si potrebbe definire più propriamente comunità. Il clima di ospitalità e le vestigia delle moltissime permanenze fanno di Charleston Farmhouse un luogo altamente privilegiato per chi, come la Petrignani, ricerca il vissuto di scrittori e artisti. Nella dimora soggiornavano con frequenza Lytton Strachey, Edward Morgan Forster, Katherine Mansfield, e sono solo pochi esempi. E Virginia Woolf con il marito Leonard Woolf erano ospiti assidui, giacché non abitavano molto lontano.
Ma il fulcro della ricerca non è solo Vanessa Bell, per quanto madre di due artisti e scrittori (Julian e Quentin Bell): la trama avvolge una donna molto più solitaria, Virginia Woolf, che visse completando i suoi affetti con il marito, con la vicinanza della sorella e dei nipoti, con tuttavia una terza presenza, quella dell'amica Vita Sackville-West.
Il mistero delle vite coniugali di queste tre donne è molto intricato: tutte amavano uomini omosessuali e due di loro (Virginia e Vita), a loro volta, erano omosessuali. Lo furono anche in una relazione, per quanto sia difficile seguire la Petrignani nello scorrere di questi rapporti. Ma Vita, come Vanessa, ebbe l'esperienza della maternità e, ancora una volta, è Virginia l'oggetto più misterioso e che lascia meno filtrare. Restano i bellissimi giardini di Monk's Farm, vasti, fioriti, curati, dove la coppia di coniugi-amici Virginia e Leonard trascorrevano molte ore insieme.

## Edizioni
In lingua italiana:
- Sandra Petrignani, La scrittrice abita qui, Neri Pozza, Vicenza, 2002. ISBN 88-7305-841-8
- Sandra Petrignani, La scrittrice abita qui, Neri Pozza, Vicenza, 2007. ISBN 978-88-545-0168-3
- Sandra Petrignani, Sandra Petrignani legge La scrittrice abita qui, regia: Flavia Gentili, CD audio, Emons Italia, Roma, 2011. ISBN 978-88-95703-46-6
- Sandra Petrignani, La scrittrice abita qui, BEAT, Vicenza, 2016. ISBN 978-88-6559-358-5

### Traduzioni
- (PL)  Sandra Petrignani, Domy pisarek: podróż sentymentalna do domów, w których mieszkały, trad. Hanna Cieśla, Wydawn. Książkowe Twój Styl, Warszawa, 2004.
- (ES)  Sandra Petrignani, La escritora vive aquí, trad. Romana Baena Bradaschia, Gatopardo Ediciones, Barcelona (España), 2019.